# Edykty toruńskie
Edykty toruńskie – dwa edykty wydane w Toruniu przez króla Zygmunta I Starego w dniach 3 maja i 26 lipca (według innego źródła 24 lipca) 1520 roku. Edykty zabraniały sprowadzania i sprzedaży pism Marcina Lutra w Królestwie Polskim rozpowszechnianych od 1518 roku. Za rozpowszechnianie pism miała grozić banicja i konfiskata majątku. Zdaniem Zygmunta I Starego pisma Lutra zagrażały porządkowi społecznemu oraz godziły w dobre imię Rzymu.
Edykty mogły powstać pod wpływem legata papieskiego Zachariasza Ferreriego, zdecydowanego wroga reformacji, który w lutym 1520 roku przybył do Królestwa Polskiego. 
Edykt z 3 maja 1520 roku był pierwszym z licznych prawnych zakazów rozpowszechniania reformacji w Polsce.